# Fatoua madagascariensis
Fatoua madagascariensis är en mullbärsväxtart som beskrevs av Jacques Désiré Leandri. Fatoua madagascariensis ingår i släktet Fatoua och familjen mullbärsväxter. Inga underarter finns listade i Catalogue of Life.